# Santeuil (Dolina Oise)
Santeuil – miejscowość i gmina we Francji, w regionie Île-de-France, w departamencie Dolina Oise.
Według danych na rok 2010 gminę zamieszkiwały 603 osoby, a gęstość zaludnienia wynosiła 113 osób/km².